# Julie Déchanet-Merville
Julie Déchanet-Merville est une chercheuse et directrice de recherche en immunologie. Elle mène ses recherches au laboratoire Immunologie conceptuelle, expérimentale et translationnelle (Immunoconcept) à l'Université de Bordeaux. En 2023, elle reçoit la médaille d'argent du CNRS.

## Biographie
Julie Déchanet-Merville soutient sa thèse de doctorat en 1995 à l'Université Claude-Bernard-Lyon-I sous la direction de Jacques Banchereau (en). Elle entre au CNRS en 2001 puis devient directrice de recherche à l'Université de Bordeaux.

## Travaux
Ses recherches portent sur le système immunitaire et notamment l'action des Lymphocytes T gamma delta (γδ) dans la lutte contre le cytomégalovirus. Elles visent à comprendre l'action de ces cellules lorsque le corps combat des maladies infectieuses, un cancer ou à la suite d'une transplantation.
En 2023, elle reçoit la médaille d'argent du CNRS pour ses travaux.

## Distinctions et récompenses
- 2022 : Médaille d'argent du CNRS[1]
- 2001 : Médaille de bronze du CNRS[3]